# Григорьева, Ирина Владимировна (историк)
Ири́на Влади́мировна Григо́рьева (5 марта 1930, Москва, СССР — 1 октября 2022, Москва, Россия) — советский и российский историк-итальянист, учёный в области новой и новейшей истории Европы и Америки, автор учебников, доктор исторических наук (1975), профессор (1983) и главный научный сотрудник Исторического факультета МГУ. Заслуженный профессор МГУ (2000), Лауреат Ломоносовской премии (1986).

## Биография
Родилась 5 марта 1930 года в Москве.
В 1952 году окончила Исторический факультет МГУ по кафедре новой истории стран Европы и Америки, научным руководителем в период обучения была профессор К. Ф. Мизиано. Однокурсница Л. М. Брагиной, А. Д. Горского, Г. Г. Дилигенского, И. Д. Ковальченко, В. И. Корецкого, Ю. С. Кукушкина, Н. Н. Покровского, А. А. Сванидзе, К. Г. Холодковского, Я. Н. Щапова, Н. Я. Эйдельмана и других известных историков. С 1952 по 1956 год обучалась в аспирантуре при историческом факультете МГУ. В 1958 году защитила диссертацию на соискание учёной степени кандидат исторических наук по теме: «Рабочее движение и борьба Маркса и Энгельса за революционную пролетарскую партию в Италии (1871—1877)», а в 1975 году — докторскую диссертацию по теме: «Исторические взгляды Антонио Грамши».
С 1956 года на научно-исследовательской и педагогической работе на кафедре новой и новейшей истории МГУ имени М. В. Ломоносова в качестве ассистента, доцента и профессора, одновременно являлась главным научным сотрудником лаборатории кафедры новой и новейшей истории стран Европы и Америки. В 1983 году ей было присвоено учёное звание профессор. С 2008 по 2022 год профессор-консультант этой кафедры (оставаясь главным научным сотрудником лаборатории кафедры). И. В. Григорьева читала спецкурсы по вопросам связанным с историей Италии (в том числе на итальянском языке), а также курсы лекций «Политологические аспекты наследия А. Грамши» и «Источниковедение новой и новейшей истории». Одновременно преподавала на философском факультете МГУ, где читала курсы лекций по новой истории с середины XVII века до начала XX века (до 1918 года). И. В. Григорьева являлась приглашённым преподавателем в Папском Григорианском университете в Италии, там же участвовала в подготовке международной библиотеки имени Антонио Гармши
. В 2000 году И. В. Григорьевой было присвоено почётное звание Заслуженный профессор МГУ.
Умерла 1 октября 2022 года в Москве.

## Научная деятельность и вклад в науку
И. В. Григорьева занималась научно-исследовательской деятельностью в области истории Италии, источниковедения новой и новейшей истории стран Европы и Америки, в том числе рабоче-социалистическое движение и общественно-политическая мысль в  XIX-XX веков; изучала деятельность и идеи теоретика анархизма М. А. Бакунина в период его пребывания в Италии с 1864 по 1867 год, так же занималась сравнением идейного наследия М. А. Бакунина и итальянского революционера Карло Пизакане; занималась изучением революционной деятельности таких известных персоналий в итальянском рабочем движении начала-середины XX века как: Анна Кулишёва, Артуро Лабриола и Филиппо Турати; занималась изучением биографии и творческого наследия лидера коммунистического движения в Италии в 1920-1930 годы Антонио Гармши. 
Григорьева была участницей международных конференций посвящённых Антонио Гармши, проходящих в Италии  в 1977, 1989, 1991 и 1997 годах. Григорьева стояла у истоков создания школы российских итальянистов. Она являлась автором основополагающих работ в области новой и новейшей истории стран Европы и Америки, была автором учебников для высших учебных заведений, многие её научные труды были переведены на итальянский язык. Под её руководством было подготовлено около восьми кандидатов исторических наук. В 1986 году Решением Учёного совета МГУ, И. В. Григорьева за учебник «Источниковедение новой и новейшей истории стран Европы и Америки» (М.: Высшая школа, 1984) была удостоена Ломоносовской премии